# Lothar Meggendorfer
Lothar Meggendorfer (Monaco, 6 novembre 1847 – Monaco, 7 luglio 1925) è stato un illustratore tedesco.
Oltre che illustratore, fu uno dei primi cartonisti ed è ricordato in particolare per la sua produzione di libri animati.
Venne pubblicato per la prima volta nel 1862 su Fliegende Blätter, una rivista illustrata e dal 1868 nel settimanale Bilderbogen.
Ogni anno la Movable Book Society assegna a un libro animato un premio alla memoria di Meggendorfer.